# Леопольд, Константин Иванович
Константин Иванович Леопольд (1853—неизвестно) — русский военный инженер, генерал-лейтенант (1916). Действительный член Императорского Русского технического общества.

## Биография
Родился 28 мая 1853 года в Петербурге в лютеранской семье.
В службу вступил в 1870 году, и в 1874 году после окончания Морского инженерного училища императора Николая I был произведён в прапорщики и выпущен в 1-й флотский экипаж. С 1877 по 1878 год являлся участником Русско-турецкой войны, за боевые отличия в которой был пожалован орденом Святого Станислава 3-й степени с мечами и бантом и орденом Святой Анны 4-й степени "За храбрость". В 1879 году за боевые отличия был произведён в подпоручики, а в 1879 году в поручики.
С 1884 года после окончания Николаевской инженерной академии по I разряду был переведён в разряд военных инженеров с переводом в инженерное ведомство и производством в штабс-капитаны. В 1886 году был назначен помощником строителя по строительству маяков на Азовском и Чёрном морях. В 1888 году был произведён в капитаны. С 1890 года руководил строительством Сочинского маяка. В 1893 году был назначен помощником начальника строительной части Морского технического комитета и в 1895 году был произведён в подполковники. В 1898 году за отличие по службе был произведён в полковники с назначением состоять в числе штаб-офицеров положенных по штату в распоряжении Главного инженерного управления. 
В 1909 году за отличие по службе произведён в генерал-майоры и был назначен делопроизводителем по техническо-хозяйственной части канцелярии Инженерного комитета при Главном инженерном управлении, одновременно с 1909 года являлся постоянным членом Технического комитета Главного военно-технического управления. С 1912 по 1917 год являлся членом общего присутствия Комиссии по устройству казарм при Военном совете Российской империи. В 1916 году за отличие по службе был произведён в генерал-лейтенанты. К. И. Леопольд являлся строителем дальневосточного маяка «Николаевский», им для Императорского Русского технического общества был составлен доклад «О постройке пяти маяков и трех сирен в Приморском округе» (СПб., тип. РАН, 1898).
11 апреля 1917 года из-за болезни был уволен от службы с мундиром и пенсией. 

## Награды
Был награждён всеми орденами Российской империи вплоть до ордена Святой Анны 1-й степени пожалованного ему 22 марта 1915 года, среди боевых наград имел орден Святого Станислава 3-й степени с мечами и бантом (1878) и орден Святой Анны 4-й степени "За храбрость" (1879).